# 美生 (大熊貓)
美生是一只雄性大熊猫，2003年8月19日出生于美国圣地亚哥动物园，父母分别是高高与白云，它也是美国第一只通过自然交配出生的大熊猫。同年12月，它被正式取名为“美生”，意为“在美国出生”，同时还有“美丽生命”之意。
2007年7月，美生离开美国回到中国，在卧龙中国保护大熊猫研究中心定居。2008年汶川大地震后转移到雅安碧峰峡基地，2009年5月起参与大熊猫繁育配种。